# アルカナディア
アルカナディアは、コトブキヤが企画・制作・販売を行っているプラモデルシリーズ。

## 特徴
フレームアームズ・ガールズ、メガミデバイス、創彩少女庭園に続く美少女プラモデルシリーズで、SFファンタジーをコンセプトとしている。他のコトブキヤの自社製品であるフレームアームズ、フレームアームズ・ガールズ、フォルムアームズ、ヘキサギア、メガミデバイス、創彩少女庭園、エヴォロイド、無限邂逅メガロマリア、モデリングサポートグッズなどのパーツが取り付けられる3mm軸を採用している。
創彩少女庭園と同じくメディア展開としてキャラクターボイスが設定されており、SNS上で展開される漫画の音声版が配信されている。2024年6月にはASMR分野に参入することが発表されている。
2024年12月20日にはテレビアニメ化が発表された。壽屋の持分法適用関連会社となっているテレビ朝日系列で放送予定。

## 世界観
そう遠くない近未来、エデン・インダストリー社により発見された次世代エネルギーのアルカナ粒子により世界は発展していた。その中でエデン社が特に力を入れているフルダイブ型の仮想空間サーバー「エデン」はあらゆる分野に影響を与えていた。「エデン」のサーバーを介して行われるVRMMO「ARCANADEA -アルカナディア-」は仮想空間内にファンタジー世界を再現し自身がアバターを作りアルカナディアを冒険するが自分の行動で成長やモンスターのティム、痛覚情報のみ伝えられ体は傷つかないということで人気を博していた。
その後、壊世ノ夜と呼ばれるある夜、エデンのメンテナンス中にエデン・インダストリー社内で原因不明の爆発事故が起こり、世界中が光に包まれ、現場付近で奇妙な出来事が相次いだ。それと同時に現場付近でアルカナ粒子と似たようなエネルギー反応を持つアルカナストーンと名付けられた結晶体が発見される。
それ以来、現実世界には存在しない生命体を視認できるものとできないものが出現するようになった。未知の生命体は人間に害を及ぼすものと人間社会に溶け込み害をなさなものがあり、後者は「Dears -ディアーズ-」と呼ばれるようになる。
エデン社は3つの発表を行う。アルカナ粒子はディアーズの別世界からもたらされたもの、アルカナに近い力をもつディアーズならばアルカナストーンを回収できること、ディアーズとともに回収作業を行う人間を「ディアマスター」に任命し様々な支援を無償で行い成功報酬を支払うこと

## キャラクター

### ディアーズ
ルミティア（CV：本渡楓）
天使型ディアーズ。光属性。
ヴェルルッタ（CV：岡咲美保）
悪魔型ディアーズ。水属性。
ユクモ（Cv：日高里菜）
獣人型ディアーズ。自然属性。
エレーナ（CV：ファイルーズあい）
獣人型ディアーズ。光属性。
ソフィエラ（CV：加隈亜衣）
悪魔型ディアーズ。闇属性。
エルメダ（CV：M・A・O）
天使型ディアーズ。水属性。
シャルメド
天使型ディアーズ。火属性。
メルティーナ
獣人型ディアーズ。闇属性。

### ゼノアルマ
トリクル デカポディア
ハイドロ ゼーフォス
フレイム シュトラール
ブレイズ オーピス